# Uraniens (courant poétique)
Ne doit pas être confondu avec Uraniste.
Uraniens ((en) Uranians) est un terme littéraire qui définit à la fois un courant et un groupe très informel de poètes et d'essayistes émergeant durant le dernier tiers du XIXe siècle, d'abord en Angleterre, puis aux États-Unis, et qui plaçaient l'exaltation de la pédérastie de la Grèce antique au centre de leurs productions textuelles et esthétiques. Véritable sub-culture qui perdure jusque dans les années 1930, elle caractérise en partie l'esthétisme et le décadentisme fin de siècle et fait des émules, entre autres, en Allemagne, en France et en Italie.

## Terminologie et contexte

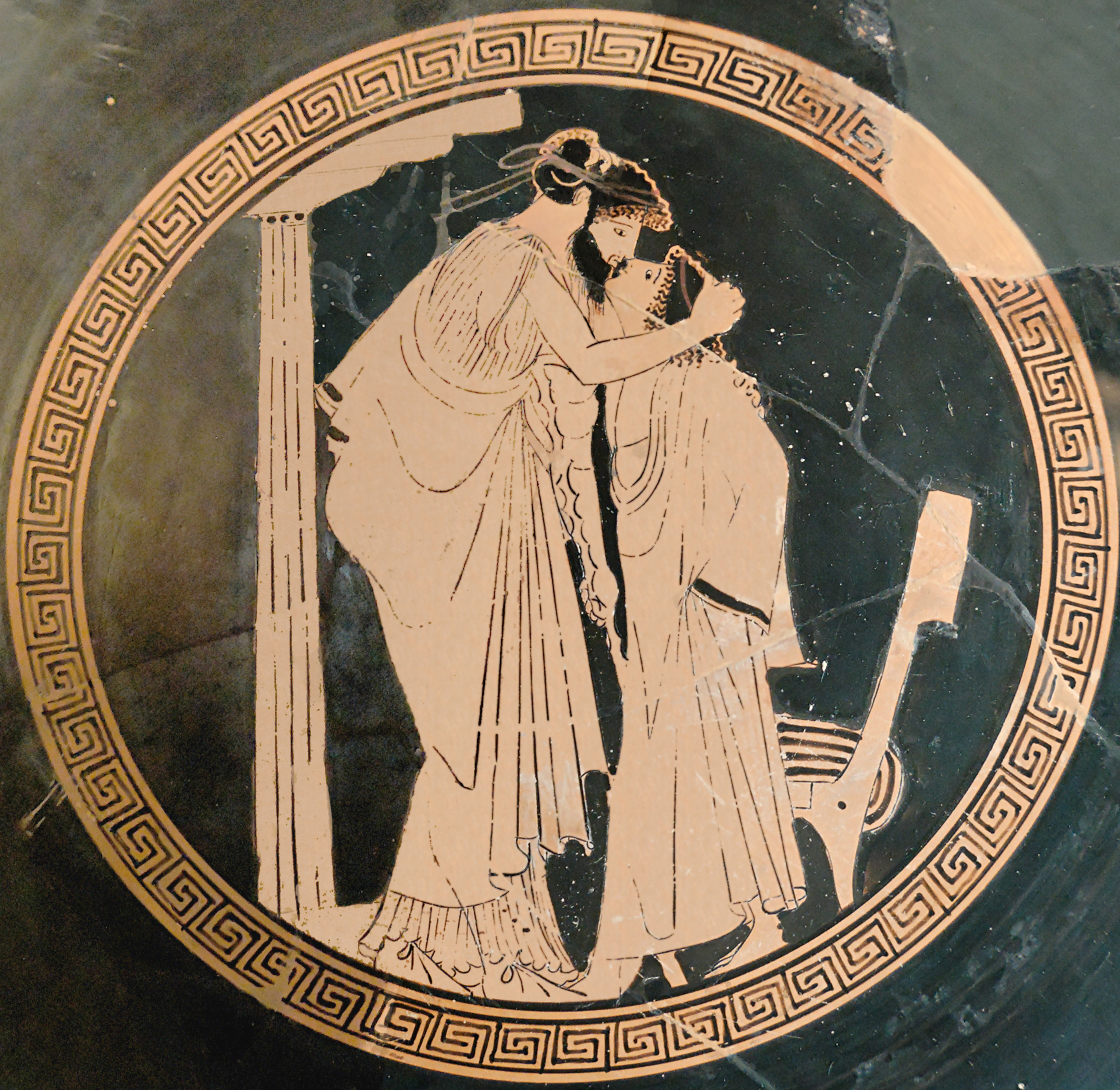
Détail d'une céramique à figures rouges (Attique, 450 avant notre ère) figurant l'éraste (amant) embrassant son éromène (aimé) (Musée du Louvre).

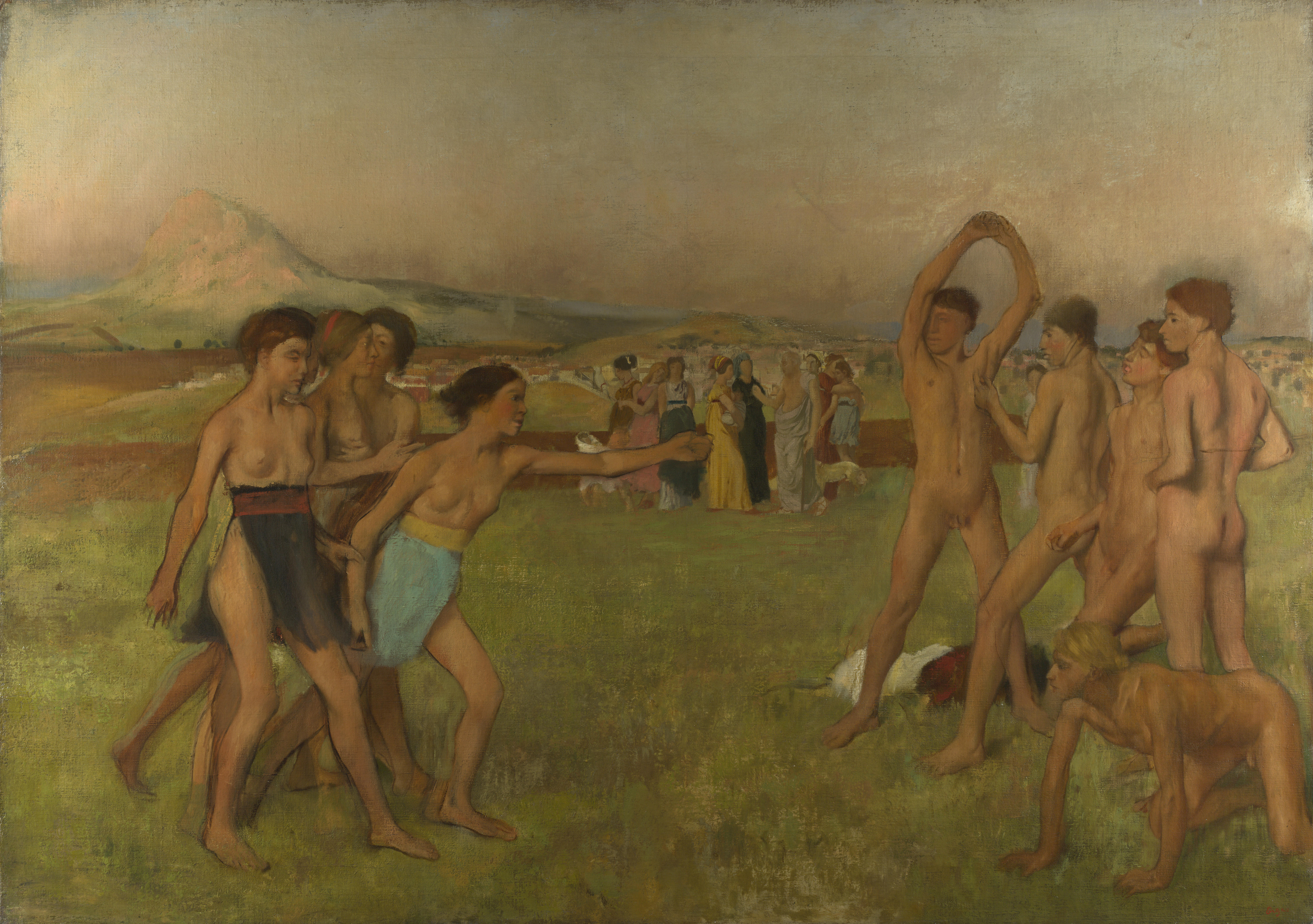
Edgar Degas, Jeunes spartiates s'exerçant (huile sur toile, 1860), Londres, National Gallery.

Le terme « uraniens » est la traduction du mot anglais uranians : c'est l'essayiste britannique John Addington Symonds qui, entre autres, l'utilise le premier (A Problem in Modern Ethics, Londres, 1891), en faisant référence aux travaux du juriste hanovrien Karl Heinrich Ulrichs, qui avait publié en 1864-1865, sous le pseudonyme de « Numa Numantius », et dans un premier temps, cinq brochures ayant pour titre général Räthsel der mannmännlichen Liebe (« L'Énigme de l'amour entre les hommes »). En s'inspirant du discours de Pausanias dans le Banquet de Platon (chap. 8 et 9) sur l'Aphrodite Ourania (la fille d'Uranus), Ulrichs forgea l'adjectif allemand « Urning » (« uranien »). L'« uranien » est, selon Ulrichs, l'homme, qui, possédant une âme féminine, est attiré par d'autres hommes ; ce terme est aujourd'hui devenu désuet.
En réalité, la plupart de ces poètes, que l'on qualifiera plus tard d'uraniens, ne se revendiquaient pas des travaux d'Ulrichs, bien au contraire : ils voyaient dans le corps des jeunes hommes — et non dans celui des enfants — un idéal de beauté classique — en référence au kouros et à l'éphébie grecs —, idéal qui, en l'occurrence, s'était répandu en Europe dès la fin du XVIIIe siècle, en lien avec le romantisme, à travers de nombreuses représentations graphiques, comme en témoigne certains aspects de la peinture néoclassique. Les Uraniens étaient épris de culture gréco-latine. Bien que leurs productions poétiques possèdent une connotation homoérotique à peine voilée, ils ne pouvaient faire de façon explicite l'apologie des relations sexuelles entre hommes, sans tomber sous le coup d'un dispositif juridique : dans l'Angleterre victorienne, ce que nous appelons de nos jours l'homosexualité, renvoyait à la sodomie, laquelle, jamais nommée, était qualifiée d’« immorality act », un crime puni d'emprisonnement. Il en fut de même en Allemagne, après 1871, avec le paragraphe 175. La France, elle, condamnait l'outrage aux bonnes mœurs et l'« incitation à la débauche ». C'est pourquoi les Uraniens tenaient à demeurer dans la clandestinité, à maintenir relativement secrets, voilés, cryptés, leurs désirs, et s'opposèrent aux revendications politiques et sociales d'Ulrichs — vu aujourd'hui comme l'un des pionniers du mouvement LGBT. 

## Une poésie formellement classique
Les écrits des poètes uranistes se caractérisent par une représentation idéalisée de l'histoire de la Grèce antique et des relations homoérotiques entre adolescents masculins, et entre adolescents et hommes adultes, ainsi que par un style classique dans les formes employées pour la compositions des vers. Les poètes uranistes ont tenté de faire revivre l’idéal grec de pédérastie, sans grand succès — sur le plan commercial, leurs productions sont achetées par une niche de lecteurs, assez discrets –, en pleine époque victorienne.

## Des personnalités très variées
C'est au critique britannique Timothy d'Arch Smith (né en 1936), avec son essai Love in Earnest: Some Notes on the Lives and Writings of English 'Uranian' Poets from 1880-1930 publié en 1970, que l'on doit en définitive la liste des poètes de langue anglaise familiers de thèmes pédérastiques. Cet essai a largement été remis en question par un autre essayiste britannique, Michael Matthew Kaylor, auteur en 2006 d'une étude très documentée, complétée par deux volumes d'anthologie publiés en 2010 (Lad's Love: An anthology of Uranian poetry and prose, Valancourt Books).
Certains poètes sont liés entre eux avant tout par des origines sociales communes, ou parce qu'ils appartiennent à une même génération, ou encore parce qu'ils rompent avec leur milieu. Tel n'est pas le cas de William Johnson Cory (en) (1823-1892), longtemps éminent pédagogue au collège d'Eton, et qui fut forcé de démissionner en 1872 — les véritables raisons restent à ce jour mystérieuses, mais il est certain qu'on lui reprocha de favoriser une trop grande intimité entre élèves et professeurs ; son poème Ionica (Smith, Elder & Co., 1858), republié par George Allen (1832-1907) en 1890, eut une grande influence sur John Addington Symonds. Une autre personnalité relativement en marge des Uraniens est Edward Carpenter (1844-1929), sensible aux idées socialistes, ami de Walt Whitman et homosexuel revendiqué, qui fournira cependant une importante documentation à John Addington Symonds. De même Gerard Manley Hopkins (1844-1889), jésuite irlandais, auteur de poèmes homoérotiques qu'il conserva secrets, ou encore Charles Edward Sayle (en) (1864-1924), bibliothécaire de l'université de Cambridge, auteur du recueil Erotidia (1889), qui eut une grande influence sur les Uraniens. Un autre pasteur anglican, poète qualifié sur le tard d'uranien, est Edwin Emmanuel Bradford (en) (1860-1944), qui vécut avec de jeunes compagnons dans le plus grand secret.

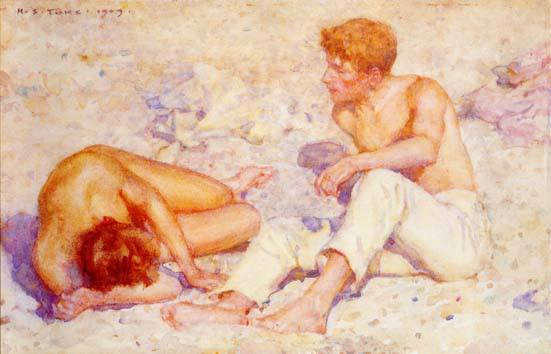
Henry Scott Tuke, Two boys on a beach (A study in bright sunlight) (huile sur toile, 1909).

À travers leurs écrits, Walter Pater (1834-1894) et Oscar Wilde (1854-1900), en revanche, en devenant les chantres de l'esthétisme, vont susciter de nombreux disciples, un réseau quasi-clandestin d'hommes liés entre eux par leurs goûts et leurs métaphores pédérastiques. Parmi ces plumes, on trouve Alfred Douglas (1870-1945), qui fut l'amant de Wilde, John Francis Bloxam (en) (1878-1928), très lié à Douglas, Charles Kains Jackson (en) (1877-1933), un temps directeur de la revue The Artist, de 1888 à 1894, avec Joseph Gleeson White, et qui en fit le principal support de publication des poèmes pédérastiques de John Gambril Nicholson (en) (1866-1931), lequel fonde avec George Cecil Ives (en) l'Ordre de Chéronée, John Addington Symonds, John Gray (en) (1866-1934) — le possible modèle du Portrait de Dorian Gray (1891) de Wilde —, Montague Summers (1880-1948), un homme d'église passionné d'occultisme, auteur du recueil Antinous and Other Poems (1907), Theodore Wratislaw (en) (1871-1933). Certains adoptent des pseudonymes comme Frederick Rolfe (« baron Corvo »), John Leslie Barford (en) (« Philebus », 1886-1937), Francis Edwin Murray (en) (« A. Newman », 1854-1932). On croise également dans ce cercle John Moray Stuart-Young (en) (1881-1939) qui soutenait avoir été l'amant de Wilde, ou encore Marc André Raffalovich (1864-1934), auteur de l'essai Uranisme et unisexualité : étude sur différentes manifestations de l'instinct sexuel (1896), amant de John Gray et biographe de Wilde,.
Au milieu des années 1890, un certain nombre de publications illustrées paraissent à Londres — outre The Artist, on compte entre autres The Studio —, reproduisant des photographes de Wilhelm von Gloeden et de Guglielmo Plüschow, figurant des éphèbes italiens, des peintures de Sascha Schneider ou Henry Scott Tuke adeptes du nu masculin, qui s'inscrivent dans la lignée des thèmes abordés par les poètes dits uraniens.

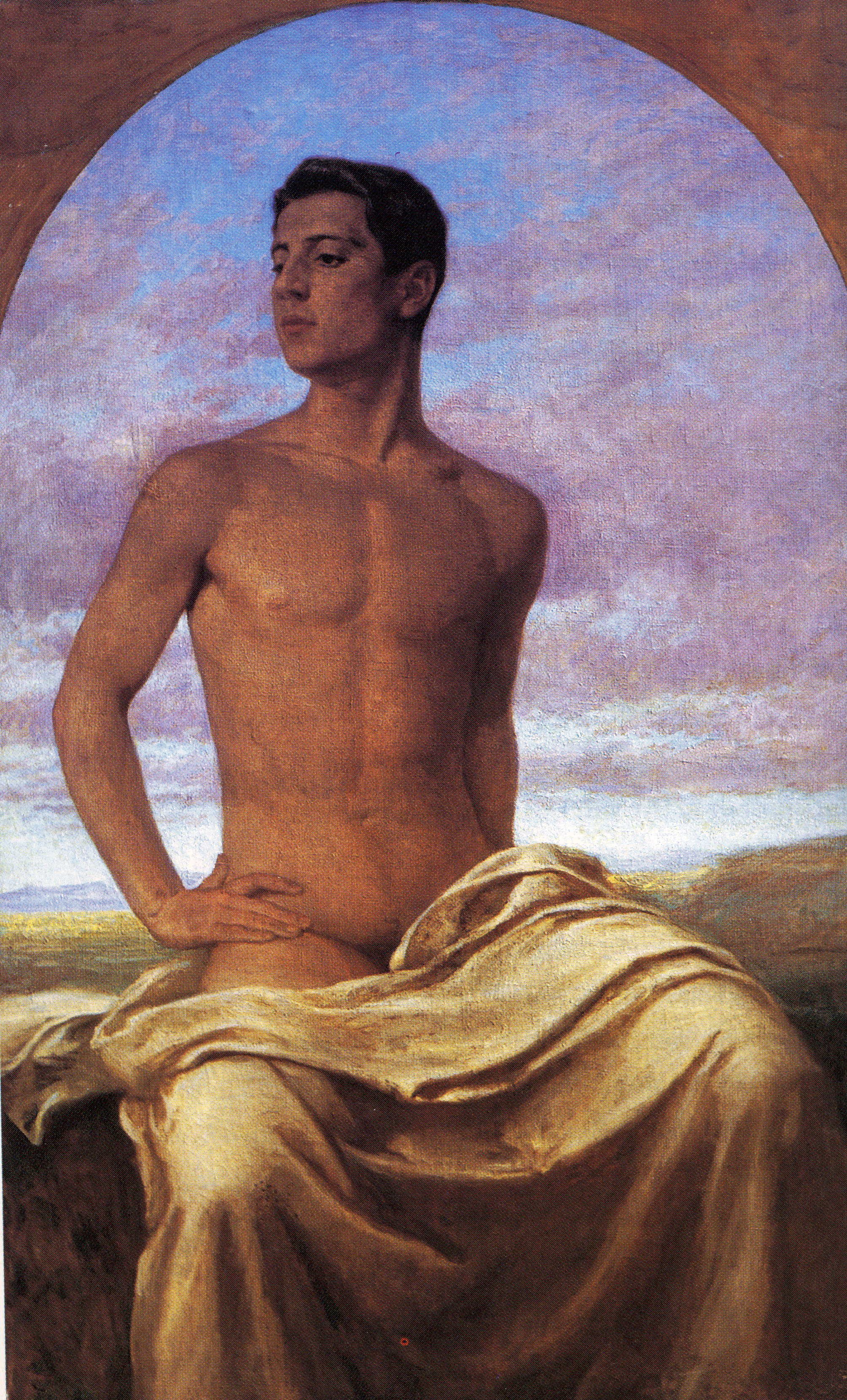
Paul Hoecker, Portrait de Nino Cesarini (1904).

Les procès très médiatisés d'Oscar Wilde en 1895-1896, condamné pour grossière indécence, provoque l'arrêt ou la refonte de nombreuses publications britanniques et le départ à l'étranger de nombreux poètes proches du cercle de l'auteur irlandais. Parmi ces exilés, on compte par exemple Douglas, Edmund John (en) (1883-1917), Rolfe, Schneider, qui s'installent en Italie et qui collabore à Der Eigene, sans parler de Wilde qui meurt à Paris.
En dehors du Royaume-Uni, certaines productions de Walt Whitman et d'André Gide peuvent être assimilées à ce courant poétique. Le milliardaire américain Edward Perry Warren (1860-1928) produisit des poèmes homoérotiques sous le nom d'« Arthur Lyon Raile » et fut l'acquéreur de la coupe qui porte son nom figurant une relation sexuelle pédérastique (Rome antique, Ier s.). Fondée à Paris en 1909 par Jacques d'Adelswärd-Fersen, la revue Akademos, première revue française ouvertement homosexuelle, fut conçue en hommage à Nino Cesarini, un adolescent italien qu'il rencontra âgé de 15 ans.

## Article lié
- Éphébophilie